# Kinda och Ydre domsagas tingslag
Kinda och Ydre domsagas tingslag var ett tingslag i Östergötlands län och Kinda och Ydre domsaga, bildat 1 januari 1948 (enligt beslut den 10 juli 1947) genom sammanslagning av Kinda tingslag och Ydre tingslag. Tingslaget upplöstes 1964 när Kinda och Ydre domsaga uppgick i Linköpings domsaga och tingslaget i Linköpings domsagas tingslag.

## Ingående områden
Tingslaget omfattade häraderna Kinda och Ydre.

### Kommuner
Tingslaget bestod av följande kommuner den 1 januari 1952:
- Norra Kinda landskommun
- Södra Kinda landskommun
- Västra Kinda landskommun
- Ydre landskommun

## Befolkningsutveckling
| Befolkningsutvecklingen i Kinda och Ydre domsagas tingslag 1950–1960 | Befolkningsutvecklingen i Kinda och Ydre domsagas tingslag 1950–1960 | Befolkningsutvecklingen i Kinda och Ydre domsagas tingslag 1950–1960 | Befolkningsutvecklingen i Kinda och Ydre domsagas tingslag 1950–1960 | Befolkningsutvecklingen i Kinda och Ydre domsagas tingslag 1950–1960 |
| --- | -------------------------------------------------------------------- | -------------------------------------------------------------------- | -------------------------------------------------------------------- | -------------------------------------------------------------------- |
| |                                                                      |                                                                      |                                                                      |                                                                      |
| År |                                                                      |                                                                      | Folkmängd                                                            |                                                                      |
| 1950 | 1950                                                                 |                                                                      | 19 640                                                               |                                                                      |
| 1955 | 1955                                                                 |                                                                      | 18 679                                                               |                                                                      |
| 1960 | 1960                                                                 |                                                                      | 17 087                                                               |                                                                      |
| Anm: 1950 avser befolkning enligt folkräkning den 31 december 1950 enligt den administrativa indelningen den 1 januari 1952. 1955 avser den kyrkobokförda befolkningen den 31 december enligt den administrativa indelningen den 1 januari följande år. 1960 avser befolkning enligt folkräkning den 1 november enligt den administrativa indelningen den 1 januari följande år. |                                                                      |                                                                      |                                                                      |                                                                      |